# Leviathan (album)
Albums de Mastodon
Remission
(2002) Blood Mountain
(2006)
Leviathan est un le deuxième album du groupe de metal progressif Mastodon. Sorti en 2004 sur le label Relapse Records, il s'agit d'un album-concept inspiré par le roman Moby Dick de Herman Melville. Bill Kelliher, le guitariste du groupe, considère l'album comme représentant l'élément eau (chacun des albums de Mastodon étant un album-concept inspiré de l'un des quatre éléments).
Plusieurs des chansons qui y figurent (« Iron Tusk », « Blood and Thunder », « I Am Ahab » et « Seabeast ») sont sorties avant sous forme de singles.
Leviathan est également sorti en édition limitée sur DVD avec une boîte noire et orange.
Il a suscité des critiques largement positives, fait connaître le groupe et, après une tournée de concerts, permis à Mastodon d'augmenter le nombre de ses fans. Trois magazines ont nommé Leviathan album de l'année 2004 : Revolver, Kerrang! et Terrorizer. En septembre 2006, Leviathan s'était vendu à près de 103 000 exemplaires.

## Liste des titres
Toutes les chansons sont écrites et composées par Mastodon.
| No  | Titre                                 | Durée |
| --- | ------------------------------------- | ----- |
| 1.  | Blood and Thunder (Feat. Neil Fallon) | 3:49  |
| 2.  | I Am Ahab                             | 2:45  |
| 3.  | Seabeast                              | 4:15  |
| 4.  | Island                                | 3:27  |
| 5.  | Iron Tusk                             | 3:03  |
| 6.  | Megalodon                             | 4:22  |
| 7.  | Naked Burn                            | 3:43  |
| 8.  | Aqua Dementia (Feat. Scott Kelly)     | 4:12  |
| 9.  | Hearts Alive                          | 13:39 |
| 10. | Joseph Merrick                        | 3:33  |

| 1. | Naked Burn (Son surround 5.1)                        |  |
| 2. | Aqua Dementia (Son surround 5.1)                     |  |
| 3. | Hearts Alive (Son surround 5.1)                      |  |
| 4. | Where Strides the Behemoth (Live)                    |  |
| 5. | Battle at Sea (Live)                                 |  |
| 6. | Thank You for This / We Built This Come Death (Live) |  |
| 7. | Crusher Destroyer (Live)                             |  |

## Vidéographie
L'édition spéciale tournée (Tour Edition), sortie en 2005, contient en plus de l'album les clips vidéo pour les titres « Iron Tusk » et « Blood and Thunder ». Elle est présentée dans une boîte avec un artwork complet, montrant la totalité de la baleine (et non le seul détail que l'on peut voir sur la couverture de l'album). Une vidéo-promo pour le titre « Seabeast » est également sortie en 2006.

## Réception
Outre ses trois nominations en tant qu'album de l'année 2004, Leviathan a été désigné 126e de la liste des 200 meilleurs albums des années 2000 par le magazine online Pitchfork.

## Line-up

### Groupe
- Troy Sanders – chant, basse
- Brent Hinds – guitare, chœurs
- Bill Kelliher – guitare
- Brann Dailor – batterie

### Invités
- Scott Kelly (Neurosis) – chant additionnel sur « Aqua Dementia »
- Neil Fallon (Clutch) – chant additionnel sur « Blood and Thunder »
- Matt Bayles – orgue sur « Joseph Merrick »
- Phil Peterson – violoncelle sur « Aqua Dementia »

### Autres
- Matthew F. Jacobson – producteur exécutif
- Alan Douches – mixage
- Paul A. Romano – artwork, design